# Niels Helveg Petersen

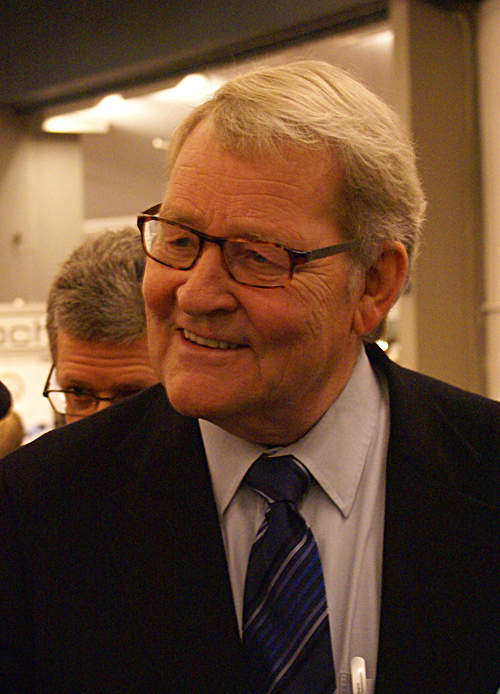
Niels Helveg Petersen (2008)

Niels Lolk Helveg Petersen (* 17. Januar 1939 in Odense auf Fünen; † 3. Juni 2017 in Tullebølle Sogn auf Langeland) war ein dänischer Politiker der Partei Det Radikale Venstre (RV). Er war von 1993 bis 2000 Außenminister seines Landes.

## Leben
Helveg Petersen entstammt einer dänischen Politiker-Dynastie der Sozialliberalen. Sein Vater war Unterrichts- und Kulturminister Kristen Helveg Petersen, seine Mutter Lilly Helveg Petersen, Bürgermeisterin in Kopenhagen. Sein Sohn Morten Helveg Petersen war bis 2009 Parlamentsabgeordneter und ist seit 2014 Abgeordneter im Europäischen Parlament, sein Sohn Rasmus Helveg Petersen war 2013–2014 Entwicklungshilfeminister und 2014–2015 Minister für Bau, Klima und Energie. Helveg Petersen studierte an der Universität Kopenhagen Rechtswissenschaften. Er war mit Hanne Elisabeth Aarup verheiratet.
Von 1966 bis 1974, 1977–1993 und 1994–2011 war er Abgeordneter im Folketing, unterbrochen von seiner Tätigkeit für den dänischen EG-Kommissar Finn Gundelach 1974–1977. Von 1978 bis 1988 war Helveg Petersen als Nachfolger von Svend Haugaard Parteivorsitzender der RV. Vom 3. Juni 1988 bis 18. Dezember 1990 war Helveg Petersen als Nachfolger von Knud Enggaard Wirtschaftsminister in der Mitte-rechts-Regierung Poul Schlüter III.
Vom 25. Januar 1993 bis 21. Dezember 2000 war er Nachfolger von Uffe Ellemann-Jensen als Außenminister in den Regierungen Nyrup Rasmussen I, II, III und IV. Nach acht Amtsjahren gab Helveg Petersen seinen Posten im Rahmen einer Kabinettsumbildung auf. Als Begründung führte er an, nicht weiter mit der Umsetzung der dänischen EU-Vorbehalte betraut sein zu wollen.
Er starb im Alter von 78 Jahren an Speiseröhrenkrebs.